# C/2023 A3 (Tsuchinshan-ATLAS)
C/2023 A3 (Tsuchinshan-ATLAS) – kometa nieokresowa, odkryta w styczniu 2023 przez Obserwatorium Astronomiczne Zijinshan oraz Asteroid Terrestrial-Impact Last Alert System (ATLAS).

## Odkrycie

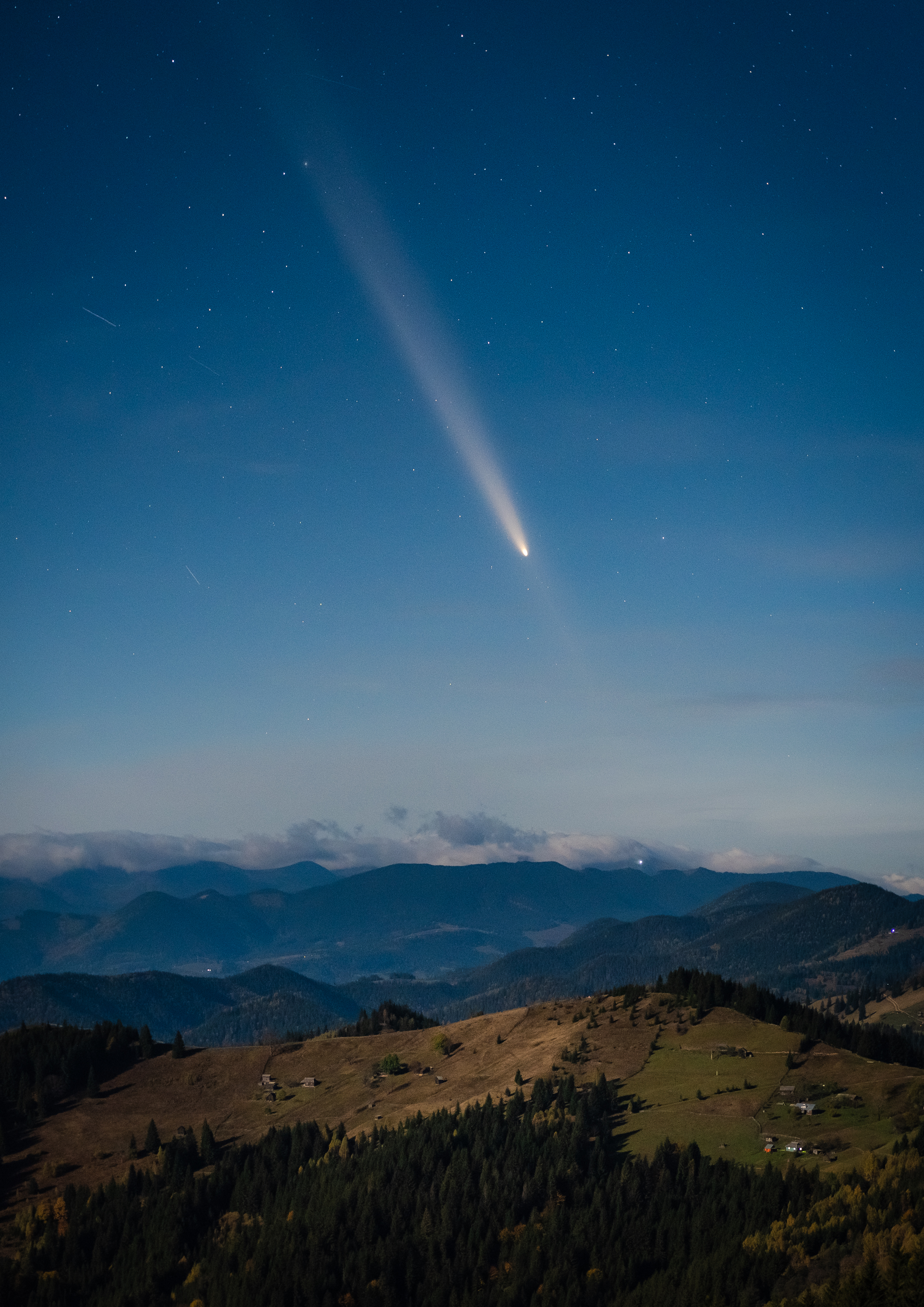
C/2023 A3 (Tsuchinshan-ATLAS) nad Karpatami 10 października 2024

22 lutego 2023 roku teleskop ATLAS w Obserwatorium Sutherland w RPA wykrył nowy słaby obiekt, który okazał się kometą. Został wówczas tymczasowo oznaczony jako A10SVYR. Obiekt o jasności 18,1m znajdował się w momencie odkrycia około 7,3 j.a. (1,09 mld km) od Słońca. Po pierwszych obliczeniach orbity zauważono, że jest to ten sam obiekt, co zgłoszony do Minor Planet Center przez Obserwatorium Purple Mountain (Zijinshan Astronomical Observatory) już 9 stycznia 2023 roku. Kometa została dodana do listy obiektów oczekujących na potwierdzenie, ale po braku dalszych obserwacji 30 stycznia została usunięta i uznano ją za zaginioną. Bazując na systemie nazewnictwa komet, kometa otrzymała nazwy obu obserwatoriów i została oficjalnie sklasyfikowana jako C/2023 A3 (Tsuchinshan-ATLAS).

## Orbita
Obiekt porusza się po orbicie wstecznej o nachyleniu 139°, z peryhelium w odległości 0,391 au. Kometa na swojej drodze nie zbliża się do dużych planet Układu Słonecznego. Kometa przeszła przez peryhelium orbity 27 września 2024 roku.
9 października 2024 jej jasność sięgnęła maksimum, wynoszącego -4,9m.
12 października 2024 minęła Ziemię w odległości około 0,472 au (około 71 mln km).